# Augusto Introzzi
Luigi Augusto Introzzi (Fino Mornasco, 9 giugno 1913 – Fino Mornasco, 17 settembre 1954) è stato un ciclista su strada italiano, professionista e indipendente tra il 1934 e il 1949.

## Carriera
Dal 1934 al 1949 corse per le squadre di marca Gloria, Ganna, Viscontea e Bianchi, oltre che per numerosi società dell'area milanese. L'unica vittoria da professionista da lui ottenuta fu quella nella seconda tappa al Giro di Svizzera 1936, da Davos a Lugano; altri piazzamenti furono i terzi posti alla Genova-Nizza nel 1936 dietro Pietro Rimoldi e Olimpio Bizzi, e alla Milano-Torino 1937 dietro Giuseppe Martano e Cesare Del Cancia.
Partecipò a sette edizioni del Giro d'Italia tra il 1935 e il 1946, concludendo al nono posto nel 1935, e a due edizioni del Tour de France, nel 1937 e 1938.

## Palmarès
- 1934 (U.S. Milanese)

Giro del Mendrisiotto
- 1936 (Gloria, una vittoria)

2ª tappa Giro di Svizzera (Davos > Lugano)

## Piazzamenti

### Grandi Giri
- Giro d'Italia

1935: 9º
1936: 39º
1937: 22º
1939: 16º
1940: 27º
1946: 16º
1947: 42º
- Tour de France

1937: 26º
1938: 46º

### Classiche monumento
- Milano-Sanremo

1935: 32º
1936: 7º
1937: 44º
1938: 70º
1940: 39º
1941: 27º
1942: 29º
1943: 40º
1946: 25º
1948: 48º
1949: 82º
- Giro di Lombardia

1935: 27º
1936: 22º
1940: 29º
1946: 17º
1948: 19º